# Кирин Римлянин

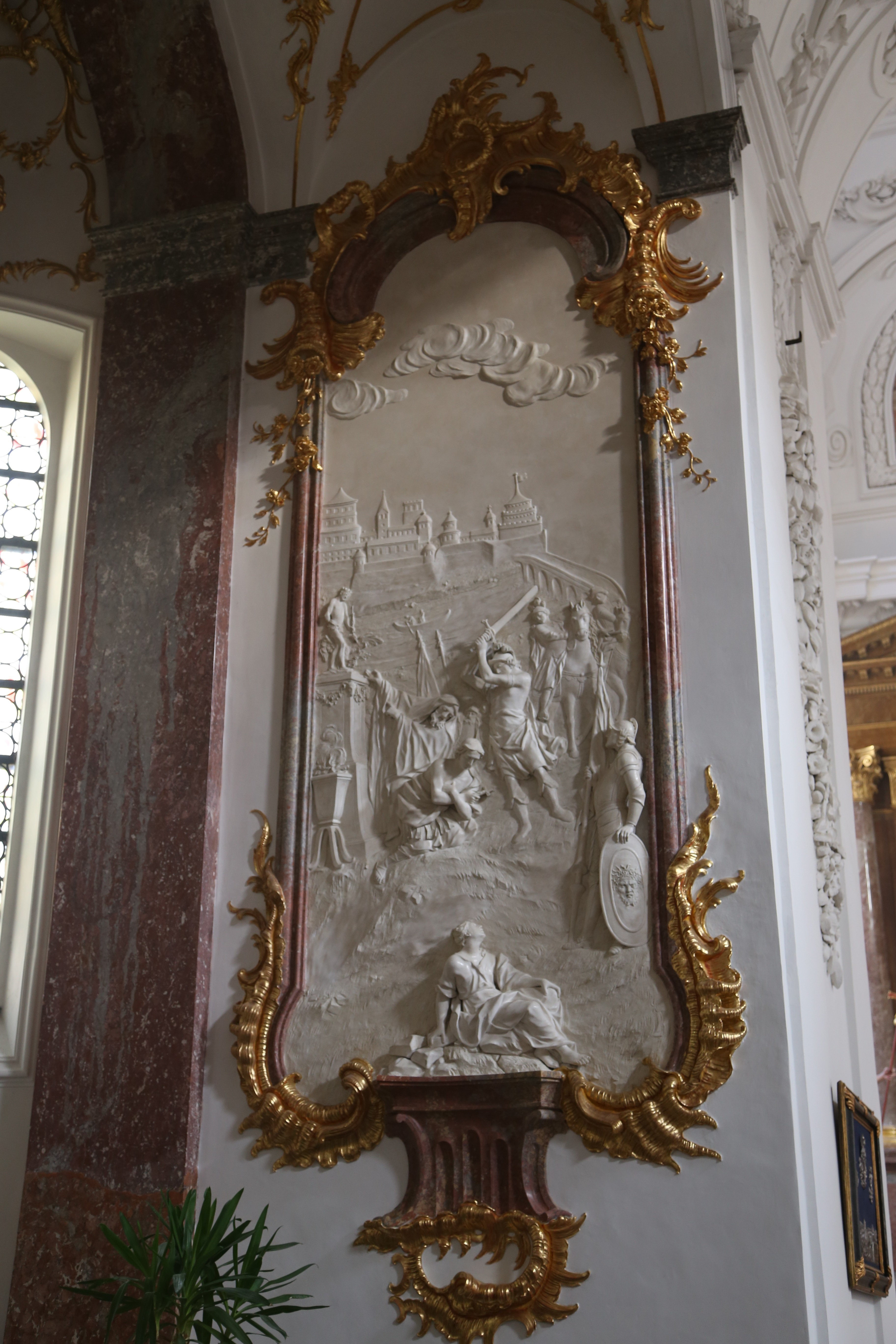
Монастырь в Тегернзее: барельеф «Мученичество святого Квирина»

Кирин Римлянин (он же Квирин, Квирин из Тегернзее, лат. Quirinus, др.-греч. Κυρῖνος, ? —  Рим, 270 год) — святой мученик Римский. День памяти — 25 марта.
По легенде был сыном Филиппа I Араба.
Согласно Passio VI века, святые Марий, Марта, Аудифакс и Аввакум, а также святой Квирин, были казнены в Риме по приказу Клавдия Готского после периода заключения в Трастевере.
Марио нашёл тело святого на берегу острова Тиберина. Святой Квирин был похоронен в катакомбах Понциана. В 746 году его святые мощи были перенесены в Тегернзее, где он весьма почитаем.

## Почитание
Римский мартиролог сообщает:
A Roma nel cimitero di Ponziano sulla via Portuense, san Quirino, martire.
Чудеса, явленные святым Квирином по его кончине, описаны в Atti di Quirino.